# Нижние Кивары
Нижние Кивары — деревня в Шарканском районе Удмуртской республики.

## География
Находится в восточной части Удмуртии на расстоянии приблизительно 12 км на восток по прямой от районного центра села Шаркан.

## История
Основана предположительно в конце XVIII века, в основном переселенцами из Урдумая Тыловайской волости. В 1873 году отмечалась как починок Кивар нижний (Балтачево) с 27 дворами, в 1893 году здесь (починок Нижние Кивары или Балтач) было 74 двора, в 1905 (уже деревня Нижняя Кивара) — 96. Современное название с 1935 года. До 2021 года административный центр Нижнекиварского сельского поселения.

## Население
Постоянное население составляло 255 человек (1873 год), 487 (1893, почти все удмурты), 599 (1905), 330 человек в 2002 году (удмурты 98 %), 281 в 2012.